# Объединительная панель

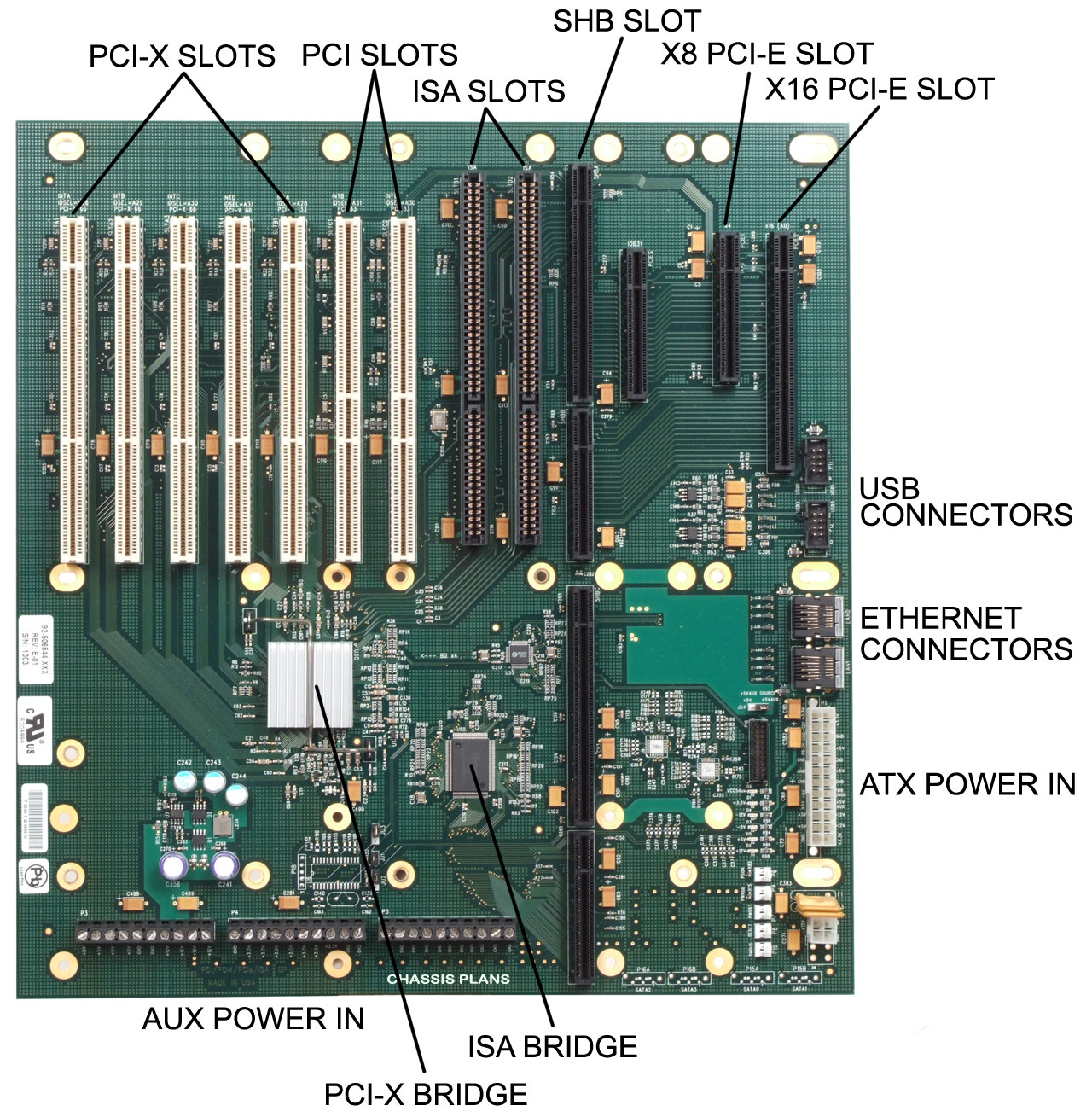
Основные компоненты активной объединительной панели в стандарте PICMG 1.3

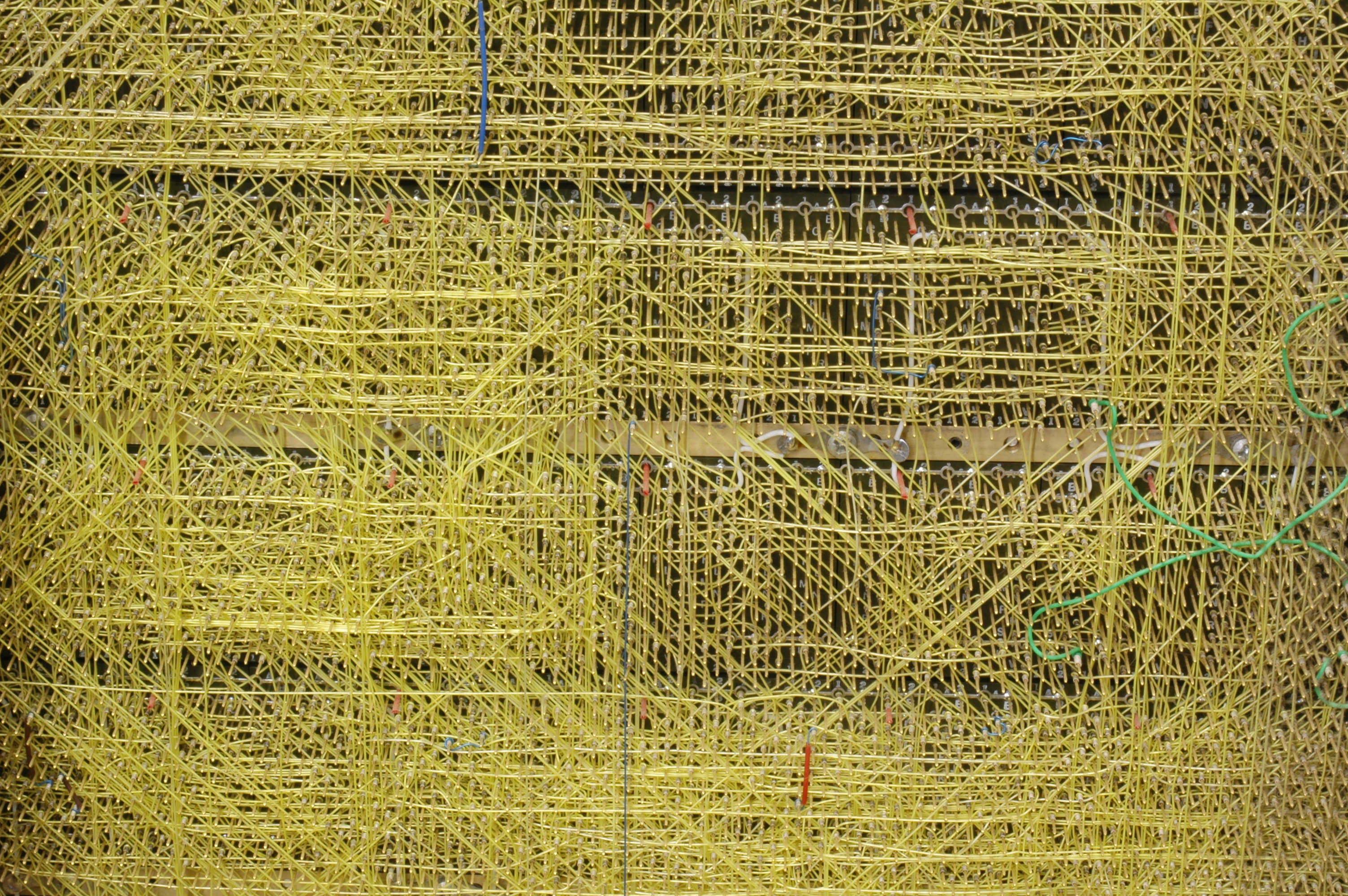
Объединительная панель выпущенного в 1960-е годы мини-компьютера PDP-8, выполненная в технике монтажа накруткой

Объединительная панель (англ. backplane), они же кроссплаты, объединительные платы — элемент конструкции радиоэлектронных устройств, включающий в себя группу электрических соединителей, объединённых параллельно таких образом, что каждая электрическая линия каждого соединителя соединяется с такими же линиями других соединителей, формируя шину передачи данных и/или шину питания и заземления.
В ГОСТ Р 50304-92 «Системы для сопряжения радиоэлектронных средств интерфейсные. Термины и определения» термину даётся следующее определение: Объединительная панель (Недопустимо: задняя панель): Элемент конструкции, включающий в себя соединители и линии связи, по которым осуществляется передача сигналов между устанавливаемыми в соединители ячейками.
Конструктивно объединительная панель может быть смонтирована на печатной плате или собрана путём монтажа накруткой.

## Использование
Ранние микрокомпьютеры, такие как Altair 8800 использовали объединительную панель для установки процессора и карт расширения. Отличие от конструкций с материнской платой состояло в том, что процессор и модули памяти устанавливались на картах расширения так же, как и прочие элементы системы.
Объединительная панель, как правило, используется в качестве более надёжной альтернативы конструкциям с соединительными кабелями. Она позволяет повысить устойчивость системы к механическим повреждениям, опасность которых возникает при частичной пересборке или переделке системы. Ограничителем надёжности для таких конструкций служит механическая прочность разъёмов объединительной панели, которая, как правило, довольно высока. Например, разъём DIN 41612, используемый в системах VMEbus должен выдерживать от 50 до 500 циклов вставки и вытаскивания (mating cycles), в зависимости от качества исполнения разъёма. Это существенно превышает показатели надёжности систем, основанных на соединительных кабелях.
Так же, конструкции с объединительной панелью часто используются для расширения компьютерных шин дополнительными слотами. Обычно такая конструкция состоит из внешней объединительной панели, которая подключается к основной материнской плате хост-системы соединительным кабелем.

## Активные и пассивные объединительные панели

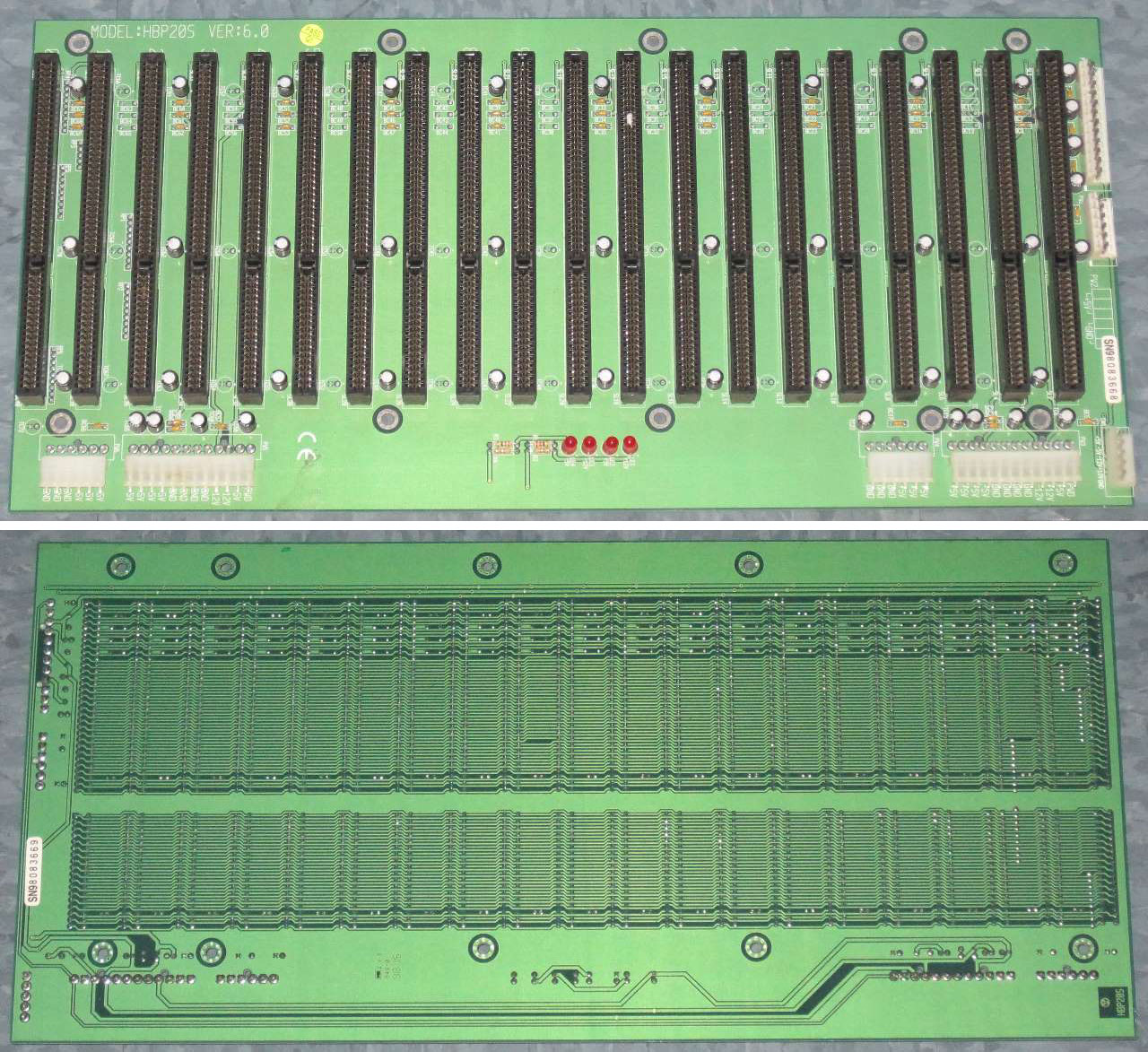
Пассивная объединительная панель в стандарте ISA. На фото показаны разъёмы и параллельные электрические соденинения на тыльной части. В панели не используются никакие компоненты кроме разъёмов, конденсаторов, сопротивлений и светодиодных индикаторов напряжения

В зависимости от техники реализации, связанной с особенностями шины PCI и ряда аналогичных современных шин, реализуемых на объединительных панелях, современные объединительные панели принято делить на активные и пассивные. Истинная пассивная объединительная панель предполагает отсутствие любых компонент, активно влияющих на цикл работы реализованной с её помощью шины. Вся логика арбитража шины реализуется на картах расширения. Активные объединительные панели могут содержать компоненты, управляющие логикой работы шины, например модуль буферизации передаваемых по шине данных.
Разница между двумя видами объединительных панелей не всегда является чёткой, но она имеет значение для решения вопроса о том, является ли объединительная панель единой точкой отказа или нет. Пассивные объединительные панели обычно не рассматриваются в таком качестве.

## Объединительные панели по сравнению с материнскими платами
При использовании объединительной панели с устанавливаемым в один из разъёмов одноплатным компьютером, в том числе system host board в соответствии со стандартом PICMG, эта комбинация обеспечивает функциональность, совпадающую с функциональностью материнской платы. Эта функциональность включает в себя процессор, оперативную память, ввод/вывод и слоты для плат расширений. При этом в большинстве случаев число слотов расширения на обычных материнских платах не превышает 8, а типы и доступность допустимых плат расширения могут быть заданы базовой технологией материнской платы и иными ограничениями, зависящими от её производителя.
В то же время архитектура вычислительной системы, основанная на объединительной панели, не связана впрямую с технологией, на которой основан вставляемый в неё одноплатный компьютер. Он может быть заменён, впоследствии, другим одноплатным компьютером, построенным на основе других чипсета и процессора. Кроме этого, архитектура объединительных панелей обычно предлагает большее, чем у материнских плат число слотов, в типичных случаях доходящее до 20, но, теоретически не ограниченное сверху. Она позволяет совместное использование одноплатных компьютеров, базирующихся на более современных технологиях с устаревшими платами ввода-вывода.